# 伊尔菲特
伊尔菲特（法語：Illfurth，法語發音：[ilfyʁt] ⓘ），法国东北部城市，大东部大区上莱茵省的一个市镇，隶属于阿尔特基什区，其市镇面积为9.16平方公里，2022年1月1日时人口数量为2,428人，在法国城市中排名第4,507位。
伊尔菲特位于上莱茵省东南部，伊尔河畔，是一个区域性的中心城市，巴黎—米卢斯铁路由此通过并设有站点。

## 地名来源
根据地名学家米歇尔·保罗·于尔邦（Michel Paul Urban）的论述，“Illfurth”一名最初于公元1254年以“Illefurt”的形式被记载，意为“伊尔河畔的浅滩”。
伊尔菲特所处区域历史上通行阿尔萨斯语，“Illefurt”对应的阿尔萨斯语拼写为“ìllfert”，其对应的读音为“['įlfərt]”。1871至1918年间，伊尔菲特被德意志帝国统治，当地官方使用德语“Illfurt”作为官方名称。

## 历史
伊尔菲特的早期历史尚不清楚。根据当地官方网站的论述，伊尔菲特早在公元前七至五世纪时就已出现人类活动。公元八世纪时，伊尔菲特境内建成了比恩基什小教堂。17世纪后，伊尔菲特所处的阿尔萨斯地区被划入法兰西王国。法国大革命后，伊尔菲特成为上莱茵省的一个市镇。工业革命期间，途径伊尔菲特的罗讷河—莱茵河运河和巴黎—米卢斯铁路相继建成。19世纪60年代，伊尔菲特发生儿童行为异常事件，由此引发民间出现恶魔传说，当地政府及天主教理事曾调查此事。1865年，伊尔菲特瓦窑厂建成。普法战争结束后，伊尔菲特及其所处的阿尔萨斯-洛林地区被划入德意志帝国，并被划入新设立的米尔豪森县。一战结束后，阿尔萨斯-洛林地区根据《凡尔赛条约》重归法国，伊尔菲特改属米卢斯区。20世纪末，得益于米卢斯的城市扩张以及通勤列车的开行，伊尔菲特的居民数量有所增加。

## 地理

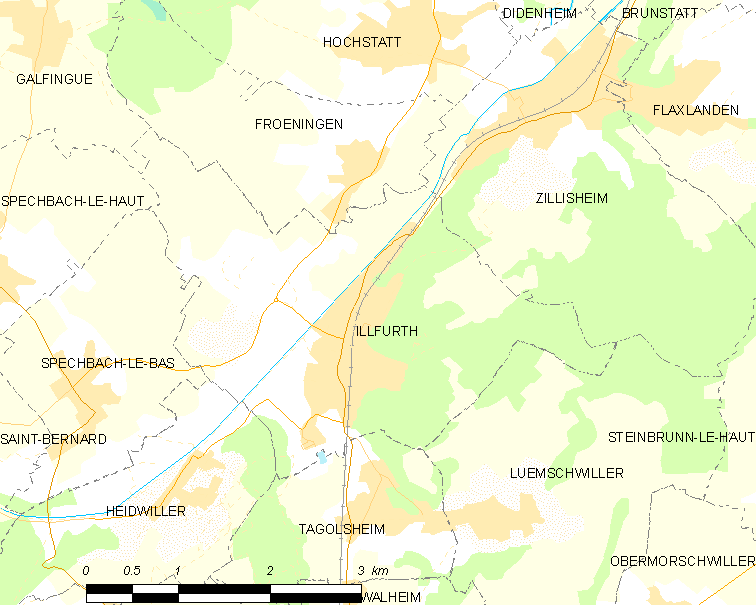
伊尔菲特市镇范围地图

伊尔菲特位于法国东北部，大东部大区东南部和上莱茵省南部，距离省会科尔马大约57公里。与伊尔菲特接壤的市镇包括：弗勒宁根、加尔凡格、艾德维莱尔、吕姆什维莱尔、斯佩克巴克、塔戈尔赛姆和齐利赛姆。

### 地形
伊尔菲特位于汝拉山脉北部的延伸地带，境内以平原和浅丘为主，市镇中心地势较为平坦，东侧为布里茨吉山（Britzgyberg），全境海拔在255到391米之间。

### 水文
伊尔河自南向北流经伊尔菲特市区西侧，其左岸支流拉尔格河在此与其交汇。人工开凿的罗讷河—莱茵河运河沿伊尔河右岸平行通过伊尔河。

### 植被
伊尔菲特属于温带阔叶混交林区，林地广泛分布于山坡地带及自然河流附近。
在鲜花城市的评比中，伊尔菲特被评为2星级鲜花城市。

### 气候
伊尔菲特在柯本气候分类法中属于带有大陆性气候特征的温带海洋性气候（Cfb）。

## 行政区划
伊尔菲特的市镇编号为68152，邮政编号为68720。
在行政管理方面，伊尔菲特隶属于法国大东部大区上莱茵省阿尔特基什区；在地方选举方面，伊尔菲特是阿尔特基什县的中央投票站所在地，其市镇范围全境被划入上莱茵省第三选区；在社会管理方面，伊尔菲特是孙戈市镇公共社区的组成部分。
截至2024年6月，伊尔菲特市镇范围内暂无任何城市敏感街区及城市政策优先街区。
法国国家统计与经济研究所（简称“INSEE”）在进行数据统计时，将伊尔菲特及相邻的另外两个市镇设为伊尔菲特城市核心区（Unité urbaine d'Illfurth），并将包括核心区在内的周边共60个市镇划为米卢斯城市区。自2020年起，米卢斯城市区被包含132个市镇的米卢斯城市辐射区代替。此外，INSEE还将伊尔菲特市镇整体看作一个“块区”（IRIS），以便于统计人口分布情况。

## 交通

### 公路
上莱茵省省道D18线、D18.5线、D18l线和D432线在伊尔菲特境内交汇。大东部大区公共交通（商业名称为“Fluo”）下属的上莱茵省的城际客运68R060线和68R063线经停伊尔菲特，可通往米卢斯、费雷特、达讷马里等地。
2020年，85.1%的伊尔菲特家庭拥有至少一辆私人汽车。2021年，伊尔菲特境内共发生各类交通事故1起，造成1人重伤。
| 15 | 13 |

| 科尔马 | 56 |

| 米卢斯 | 12 |

| 阿尔特基什 | 8 |

### 铁路
伊尔菲特位于巴黎—米卢斯铁路上。伊尔菲特站位于市区北部，停靠往返于米卢斯和贝尔福一线的区域列车。

### 航空
伊尔菲特距离巴塞尔-米卢斯-弗赖堡欧洲机场的公路里程大约32公里。

### 城市公共交通
截至2024年6月，伊尔菲特暂无城市公共交通系统。

## 政治

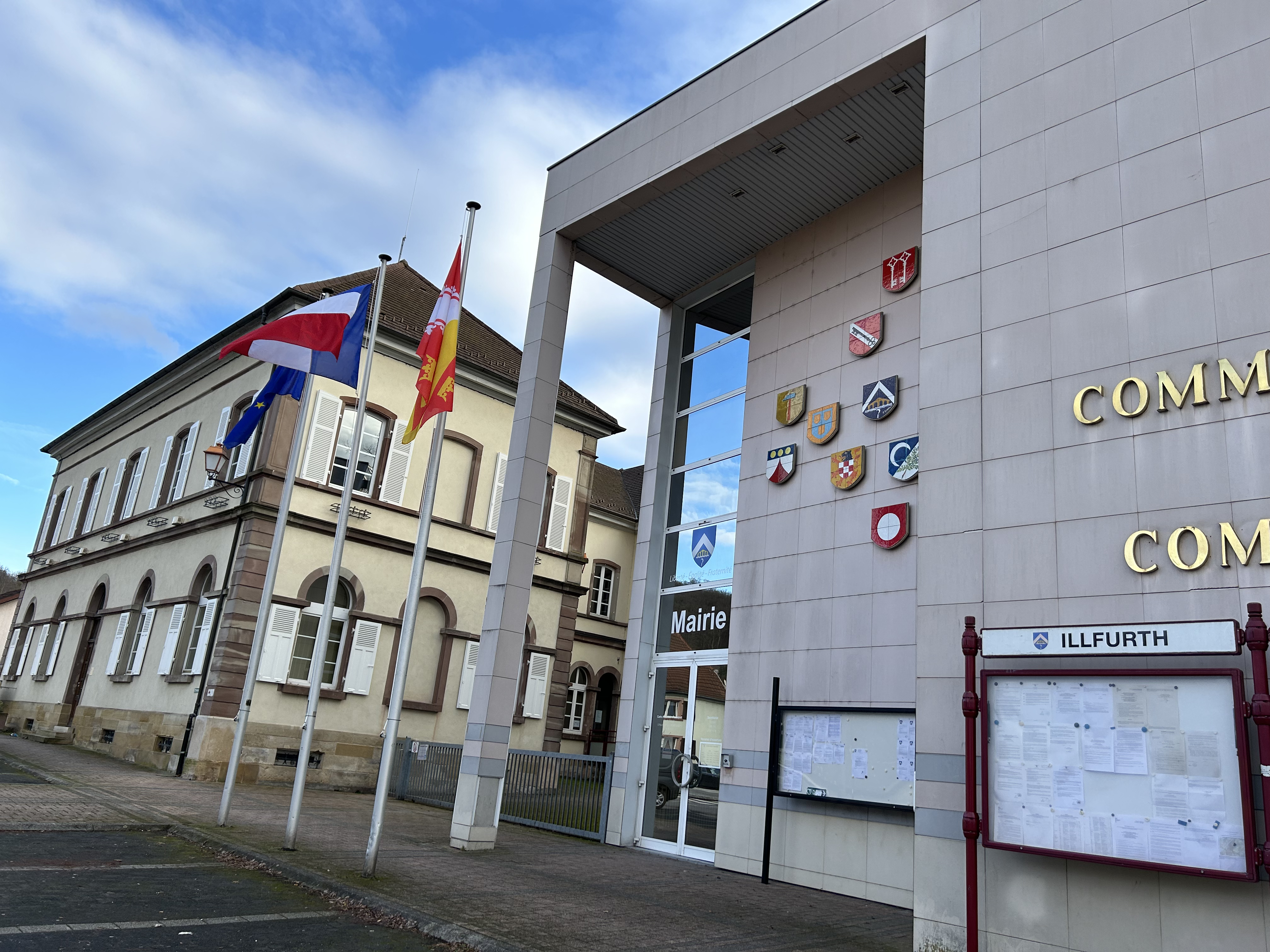
伊尔菲特市政厅

伊尔菲特的现任市长为克里斯蒂安·叙泰尔先生（Christian SUTTER），他是一名成员无党派人士，在2020年的市政选举中获得了100.00%的支持率（无其他候选人）。
在2022年的法国总统大选的第二轮选举中，法国第25任总统埃马纽埃尔·马克龙在伊尔菲特获得了56.23%的支持率。

## 人口
2021年，伊尔菲特市镇人口数量为2,446，在法国排名第4,507位。其中男性1,199人，女性1,265人，75岁及以上人口占8.7%，外籍人口数量为66人，人口密度为267人/平方公里，当地居民被称为（男性）或（女性）。2022年，伊尔菲特境内出生19人，死亡人口19人。
| 伊尔菲特1901年－2021年人口变化情况 |
|                                    |
| 数据来源：Cassini、INSEE           |

## 经济
伊尔菲特是一个区域性的中心城市。截至2024年6月，伊尔菲特市镇范围内共有各类用人单位（包含自雇）396家，平均历史为15年，其中99.45%为中小型企业（PME），2024年4月至6月间，当地的经济活力指数为0。（保洁）是当地2022年已公布营业额最高的企业，为2,363,753欧元。

## 财政与居民收入
2022年，伊尔菲特的财政收入总额为2,017,620欧元，财政支出总额为1,539,160欧元，当年的债务总额为4,451,800欧元。2022年，伊尔菲特市镇通过增值税获得73,230欧元的收入，此外当地还共获得了35,910欧元的国家直接财政补助。
| 伊尔菲特居民收入情况                             | 伊尔菲特居民收入情况 | 伊尔菲特居民收入情况  | 伊尔菲特居民收入情况 |
| 内容                                             | 伊尔菲特             | 法国                  | 统计年份             |
| ------------------------------------------------ | -------------------- | --------------------- | -------------------- |
| 征税家庭总数                                     | 1,055                | 1,081（法国市镇平均） | 2022年               |
| 居民平均月收入                                   | 2,521欧元            | 2,435欧元             | 2022年               |
| 高级职员人均月收入                               | 4,048欧元            | 4,331欧元             | 2021年               |
| 中级职员人均月收入                               | 2,507欧元            | 2,470欧元             | 2021年               |
| 普通职员人均月收入                               | 1,892欧元            | 1,801欧元             | 2021年               |
| 贫困率                                           | 不详                 | 14.5%                 | 2020年               |
| 青壮年（15至64岁）失业率                         | 6.2%                 | 7.4%                  | 2020年               |
| 征税家庭数量占比                                 | 58.8%                | 45.5%                 | 2020年               |
| 家庭年均纳税                                     | 4,921欧元            | 4,393欧元             | 2022年               |
| 资料来源：INSEE、L'Internaute、Le Journal du Net |                      |                       |                      |

## 社会事务

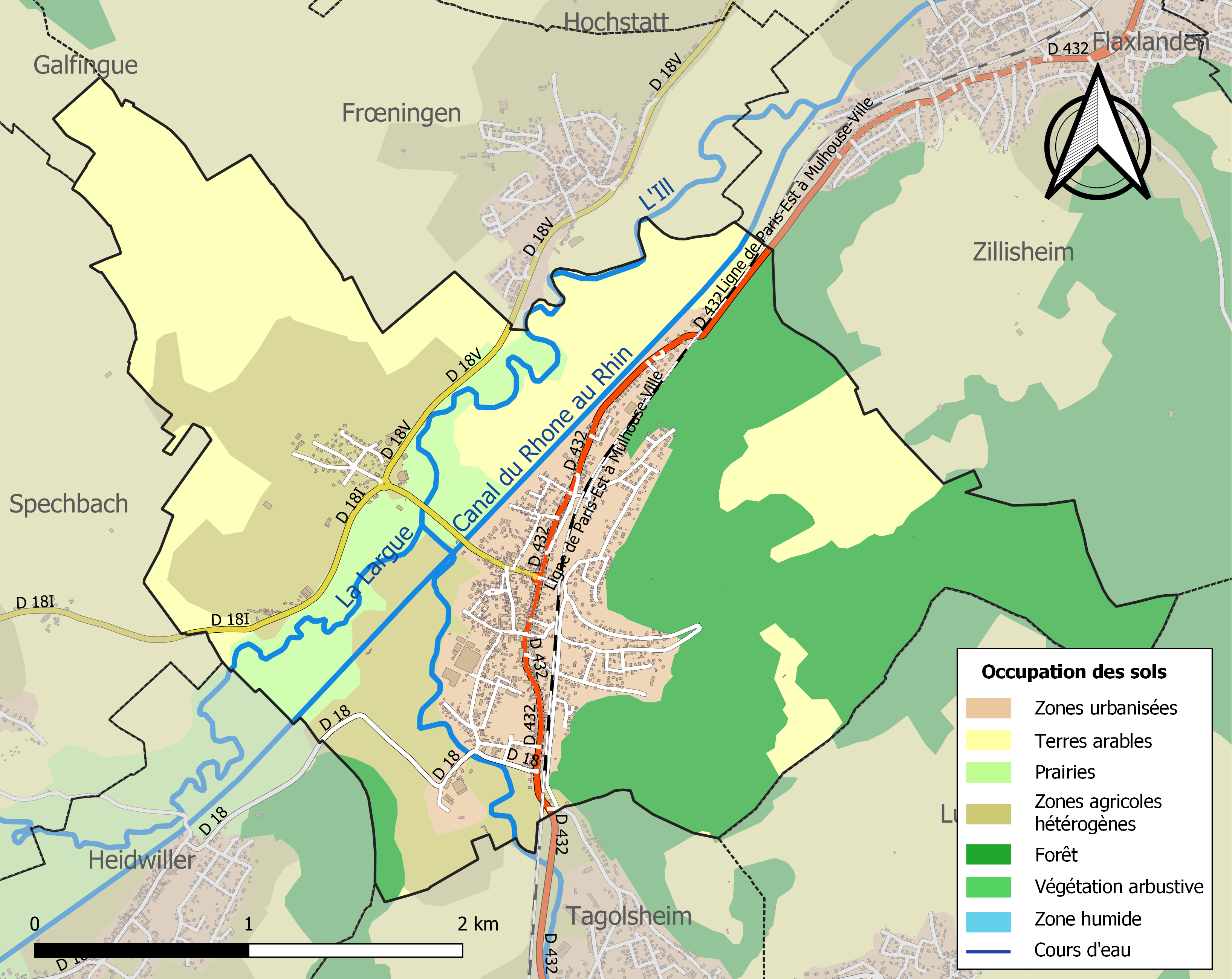
伊尔菲特土地利用情况地图

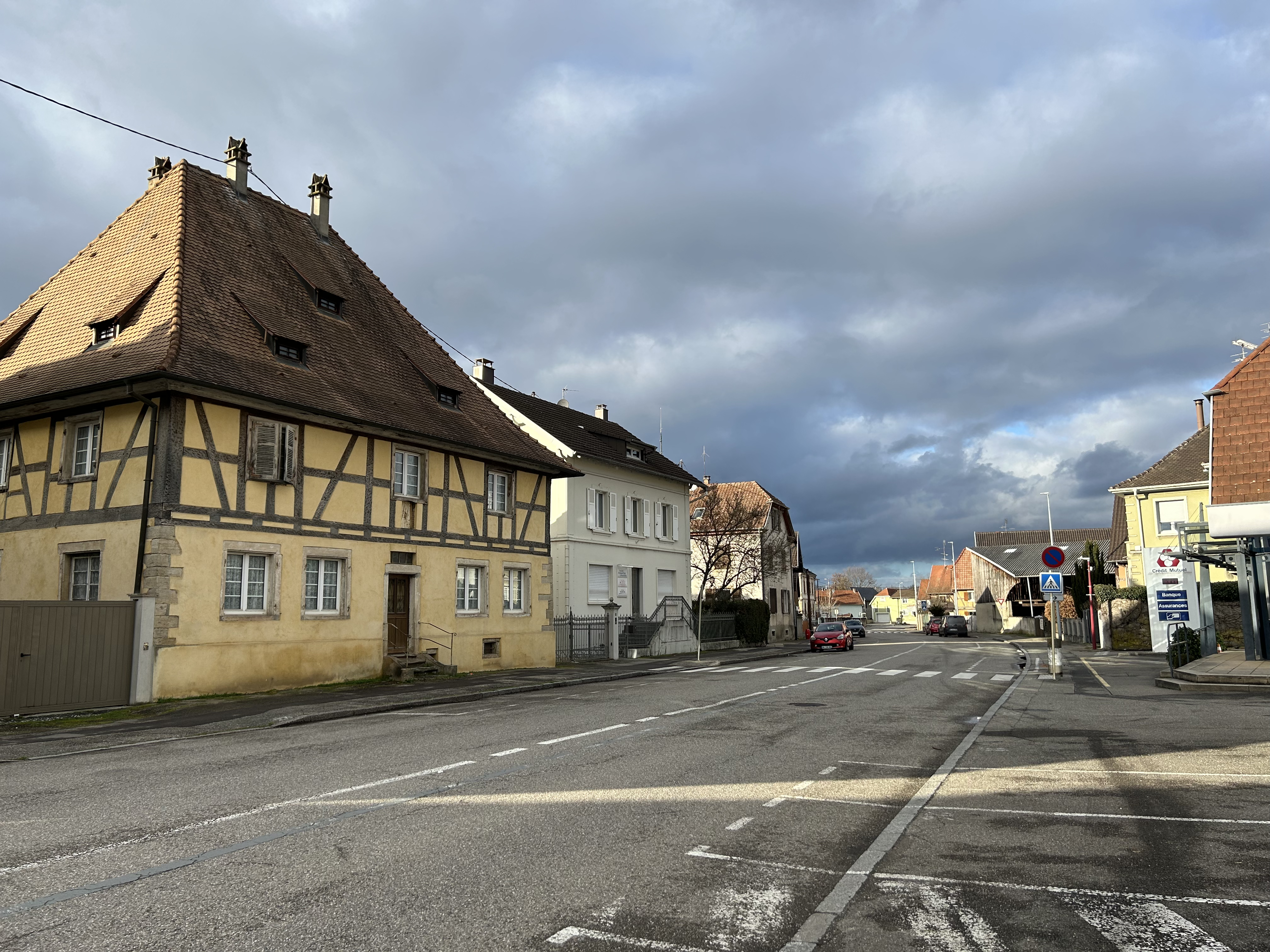
格朗街

### 教育
伊尔菲特属于斯特拉斯堡学区。截至2021年1月1日，伊尔菲特境内共有1所幼儿园、1所小学以及1所初级中学。2022至2023学年度，伊尔菲特境内共有在校中等教育阶段学生405名。

### 医疗
截至2021年1月1日，伊尔菲特境内共有全科医生4名、保健师7名、牙医4名和护士6名。境内共有药房1家、养老院1家。
距离伊尔菲特最近的区域性医疗机构为“米卢斯-南阿尔萨斯地区医疗集团”（Groupe Hospitalier de la région de Mulhouse et Sud Alsace），其主病区埃米尔·穆勒医院（Hôpital Emile Muller）位于米卢斯市区南部，距离伊尔菲特市区的正常车程大约17分钟，该院设有床位961个，是上莱茵省规模最大的公立综合性医院。

### 住房
2020年，伊尔菲特境内共有各类住房1,200套，其中63.9%为独立式住宅，34.1%为集中式住宅。常住房屋占伊尔菲特市镇范围内居民建筑总量的89.8%。
在住房保障政策方面，2022年，伊尔菲特境内共有71户家庭获得了住房经济补助，受益人数占总人口数量的2.9%，其中74份为房租补助。

### 商业
2021年，伊尔菲特境内共有各类实体商铺50家，其中餐厅7家、大型超市1家、杂货店1家、面包房2家、银行门店1家、美容美发店5家、汽车维修店5家。伊尔菲特镇中心建有一家家乐福便民超市。

### 体育
2021年，伊尔菲特境内共有1间体育馆、1处足球或橄榄球场以及1处篮球或排球场。
截至2024年6月，伊尔菲特足球俱乐部（FC Illfurth，编号513884）是伊尔菲特境内唯一的一家注册足球俱乐部，其主队2024至2025赛季参加阿尔萨斯地区足球联赛乙组（法国第十级别），其主场为皮埃尔·罗桑克朗茨球场（Stade Pierre-Rosenkrantz）。

### 环境
伊尔菲特的环境事务由其所属的孙戈市镇公共社区联合各级政府协调负责。2021年，伊尔菲特境内共有1家污染企业。

### 治安
2021年，伊尔菲特市镇范围内有1处宪兵队。
伊尔菲特及其附近的共126个市镇是阿尔特基什国家宪兵队（zone gendarmerie d'Altkirch）的管辖范围。2020年，该宪兵队累计记录各类案件1,936起，其中盗窃类案件816起，经济类案件376起，毒品交易类案件77起。

## 文化

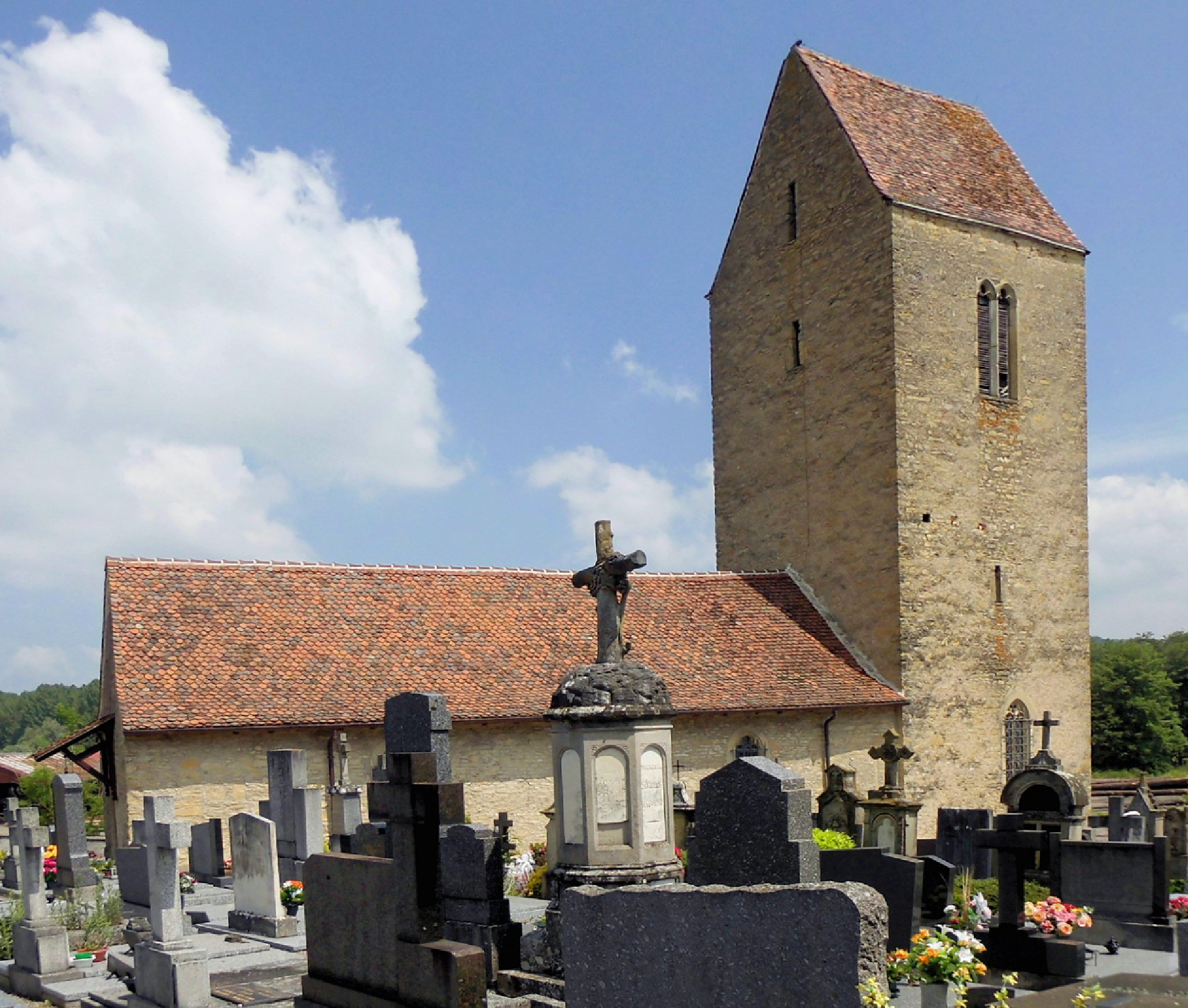
比恩基尔什教堂

2021年，伊尔菲特境内暂无任何文化设施。伊尔菲特境内建有亨利·布伦纳图书馆（Bibliothèque Henri Brunner），每周一、三、五、六向公众开放。

### 建筑
伊尔菲特境内有多处历史建筑，其中比恩基尔什小教堂、旧圣马丁教堂、圣马丁教堂（Église Saint-Martin d'Illfurth）等为法国国家文物保护单位。

### 旅游
伊尔菲特的旅游事务由其所属的孙戈市镇公共社区联合各级政府协调负责。2023年，伊尔菲特境内暂无任何游客接待设施。

### 媒体
法国主要的媒体均可在伊尔菲特接收，法国电视三台下属的大东部大区频道在部分时段播出伊尔菲特所在上莱茵省的地方新闻。《阿尔萨斯报》、《阿尔萨斯最新消息》、阿尔萨斯电视台、蓝色法兰西阿尔萨斯广播等是当地主要的地方性媒体。

## 友好城市
截至2024年6月，伊尔菲特共与一座城市建立了友好城市关系：
- 布吉納法索 孔比西里